# アルトバッハ
アルトバッハ (ドイツ語: Altbach) は、ドイツ連邦共和国バーデン＝ヴュルテンベルク州シュトゥットガルト行政管区のエスリンゲン郡に属す町村（以下、本項では便宜上「町」と記述する）である。この町はシュトゥットガルト地方（1992年まではミッテレラー・ネッカー地方）およびシュトゥットガルト大都市圏に属す。

## 地理

### 位置
アルトバッハは、シュールヴァルトの南斜面がネッカー川の谷に入る、海抜 430 m から 242 m に位置している。上流のプロヒンゲンと下流のエスリンゲン・アム・ネッカーとの間にあたる。現在のネッカー川右岸にまで広がる町域内をネッカー川の古い川筋が弧を描くように流れている。両川筋に挟まれた区域は大部分が工業地区となっている。
町域に水源が多くあり、この町は飲料水の 45 % を独自の泉でまかなっている。

### 自治体の構成
自治体アルトバッハには、アルトバッハ地区以外に地区はない。

### 隣接する市町村
アルトバッハは、西から北にかけてはエスリンゲン・アム・ネッカー、東はプロヒンゲン、南はダイツィザウと境を接している。いずれもエスリンゲン郡に属している。

### 土地利用
2020年現在のこの町の用途別土地面積および占有率は以下の通りである。
| 用途         | 面積 (ha) | 占有率 (%) |
| ------------ | --------- | ---------- |
| 住宅用地     | 58        | 17.3       |
| 商工業用地   | 54        | 16.2       |
| レジャー用地 | 11        | 3.3        |
| 交通用地     | 35        | 10.5       |
| 農業用地     | 107       | 31.9       |
| 森林         | 43        | 12.8       |
| 水域         | 13        | 3.8        |
| その他       | 13        | 3.9        |
| 合計         | 334       | 100.0      |

## 歴史

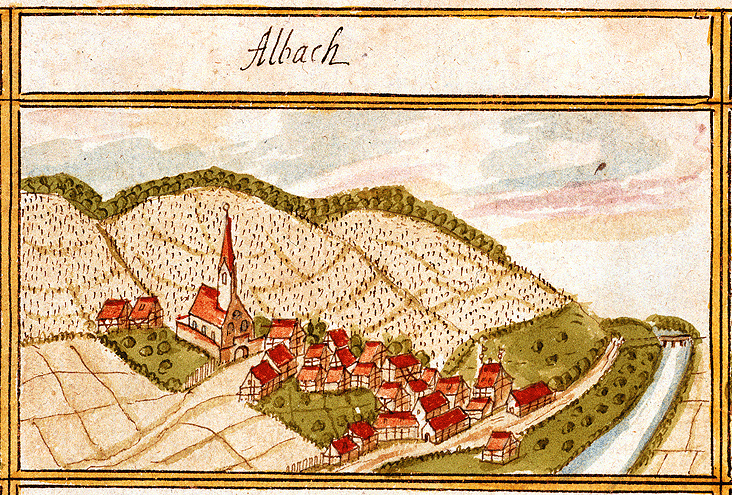
アルトバッハ（1685年）

### 19世紀まで
列状墓地からの出土品や古い文献記録は、中世初期に集落が形成されていたことを示している。アルトバッハは、783年にロルシュ文書に初めて記載されている。13世紀にアイヒェルベルク伯がこの村を獲得したが、少しずつアーデルベルク修道院に売却していった。宗教改革（1535年）がなされ、ヴュルテンベルク家が領主となったが、アルトバッハはクロスターアムト・アーデルベルク（修道院管区）に留まった。1806年からアルトバッハはヴュルテンベルク王国の一部となりオーバーアムト・エスリンゲンに属した。1819年に隣村のツェル（現在はエスリンゲンの市区となっている）と分離され、これ以後独立した自治体となった。1846年にアルトバッハに駅が造られ、王立ヴュルテンベルク邦有鉄道の鉄道網に接続した。これが工業地形成の立地条件となった。

### 20世紀以後
1904年、アルトバッハは電力網に結ばれた。その1年後に上水道が造られた。1922年から1923年にこの町は教会組織上母体であるツェルから分離され、1931年まで代理牧師の所在地であった。ナチ時代のヴュルテンベルクの郡再編により、アルトバッハは1938年にエスリンゲン郡に編入された。第二次世界大戦中、約10軒から12軒の家屋が損傷し、住民2人が死亡した。1945年にこの町はアメリカ管理地区の一部となり、新設されたヴュルテンベルク＝バーデン州に属した。この州は1952年に現在のバーデン＝ヴュルテンベルク州となった。アルトバッハは1984年に1200年祭を祝った。1999年から2000年12月15日までの間に新興住宅地エーゲルテンエッカーが建設された。

## 住民

### 人口推移
人口調査 (*) あるいはバーデン＝ヴュルテンベルク州統計局の公式研究結果に基づく人口推移を以下に示す（この町を主たる住所としているもののみ）。
| 日付           | 人口（人） |
| -------------- | ---------- |
| 1871年12月1日* | 572        |
| 1900年12月1日* | 828        |
| 1939年5月17日* | 1,662      |
| 1950年9月13日* | 2,579      |
| 1961年6月6日*  | 4,168      |
| 1970年5月27日* | 4,917      |
| 1987年5月25日* | 5,559      |
| 1995年12月31日 | 5,586      |
| 2000年12月31日 | 5,551      |
| 2005年12月31日 | 5,740      |
| 2010年12月31日 | 5,840      |
| 2015年12月31日 | 6,043      |
| 2020年12月31日 | 6,169      |

### 教会
アルトバッハ福音主義教会組織の中心は、1960年に建設されたクリストゥス教会である。

## 行政

### 議会
アルトバッハの町議会は18議席からなる。町議会は、これらの選出された名誉職の議員と、議長を務める町長で構成される。町長は議会において投票権を有している。

### 首長

アルトバッハの旗

第二次世界大戦後の首長を列記する。
- 1945年 - 1946年: アルベルト・シュロツ
- 1946年 - 1948年: ヴィリー・ブルゲンマイスター
- 1948年 - 1966年: ヴィルヘルム・レーマー
- 1966年 - 2001年: ヴァルター・シュテッター
- 2002年 - 2017年: ヴォルフガング・ベニグヌス
- 2018年 - : マルティン・フンク

2017年12月に、オームデンの町長であったマルティン・フンクが、高齢のため引退したヴォルフガング・ベニグヌスの後継者に選ばれた。フンクは第2回投票で 38.08 % の票を獲得して町長に選出された。

### 紋章と旗
図柄: 赤地に上向きに弓なりになった左上から右下への銀の斜め帯。
この紋章は1930年に（誤って右上から左下の斜め帯とされていたが）アルトバッハの町長の印章となっていた。修正された紋章に由来する旗の色は、1954年3月15日に州政府から認可された。
紋章の由来: 弓なりになった斜め帯は元々アルトバッハの土着の貴族家に由来する。

## 経済と社会資本

### 地元企業
- デコマ（ジャーマニー）GmbH、自動車の合成樹脂部品を製造するマグナ・ホールディングスの子会社。

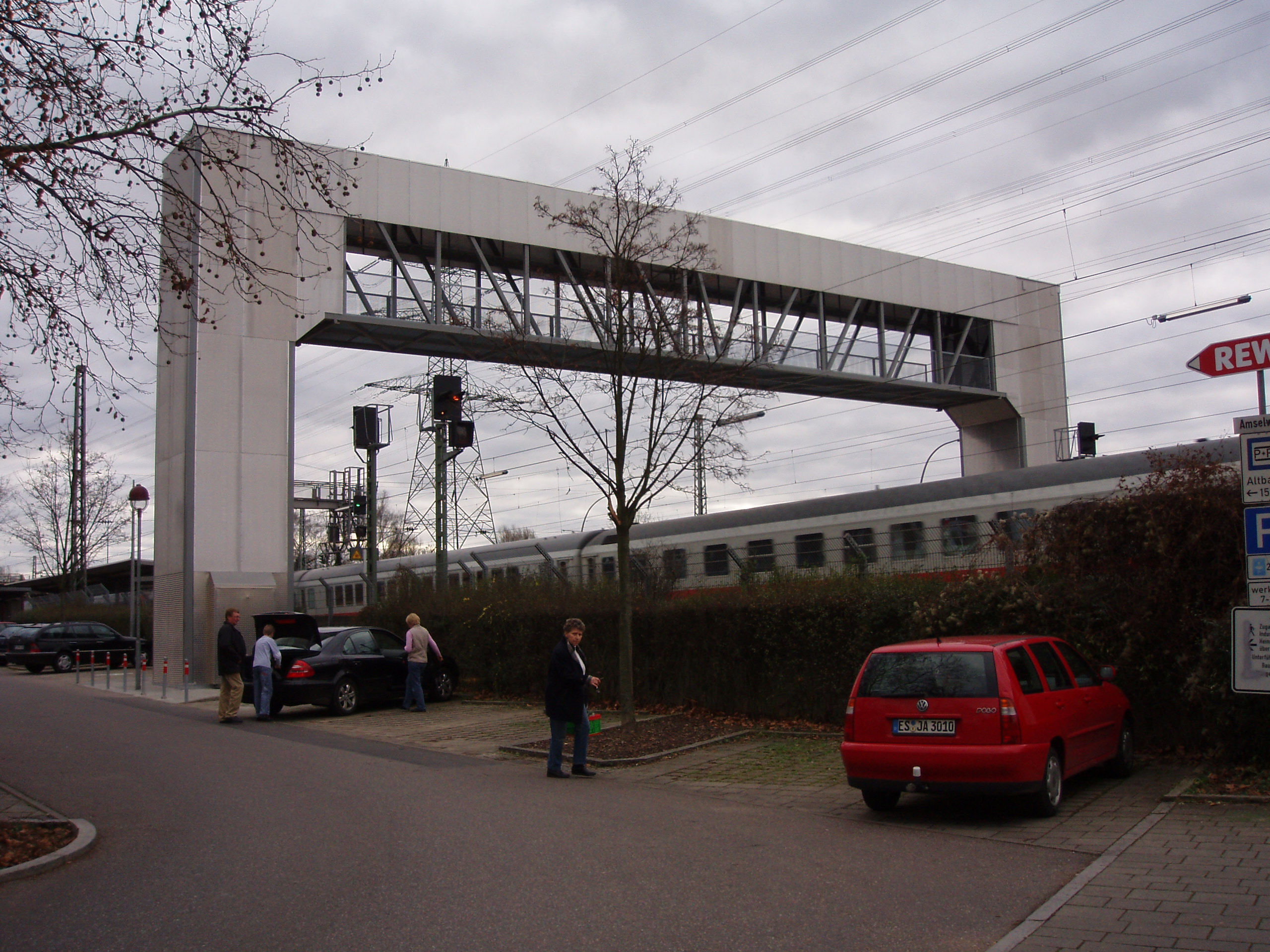
アルトバッハのピープルムーバー

### 交通
アルトバッハは、連邦道10号線（B10号線）で結ばれており、鉄道ではフィルスタール鉄道（シュトゥットガルト - ウルム）、シュトゥットガルトSバーン S1号線のシュトゥットガルト交通・運賃連盟 (VVS) 地区内にある。
2006年、世界初の鉄道路線を横断するピープルムーバーがアルトバッハで稼働し始めた。

### 教育
アルトバッハには、基礎課程学校 1校、幼稚園 4園、町立図書館 1館がある。

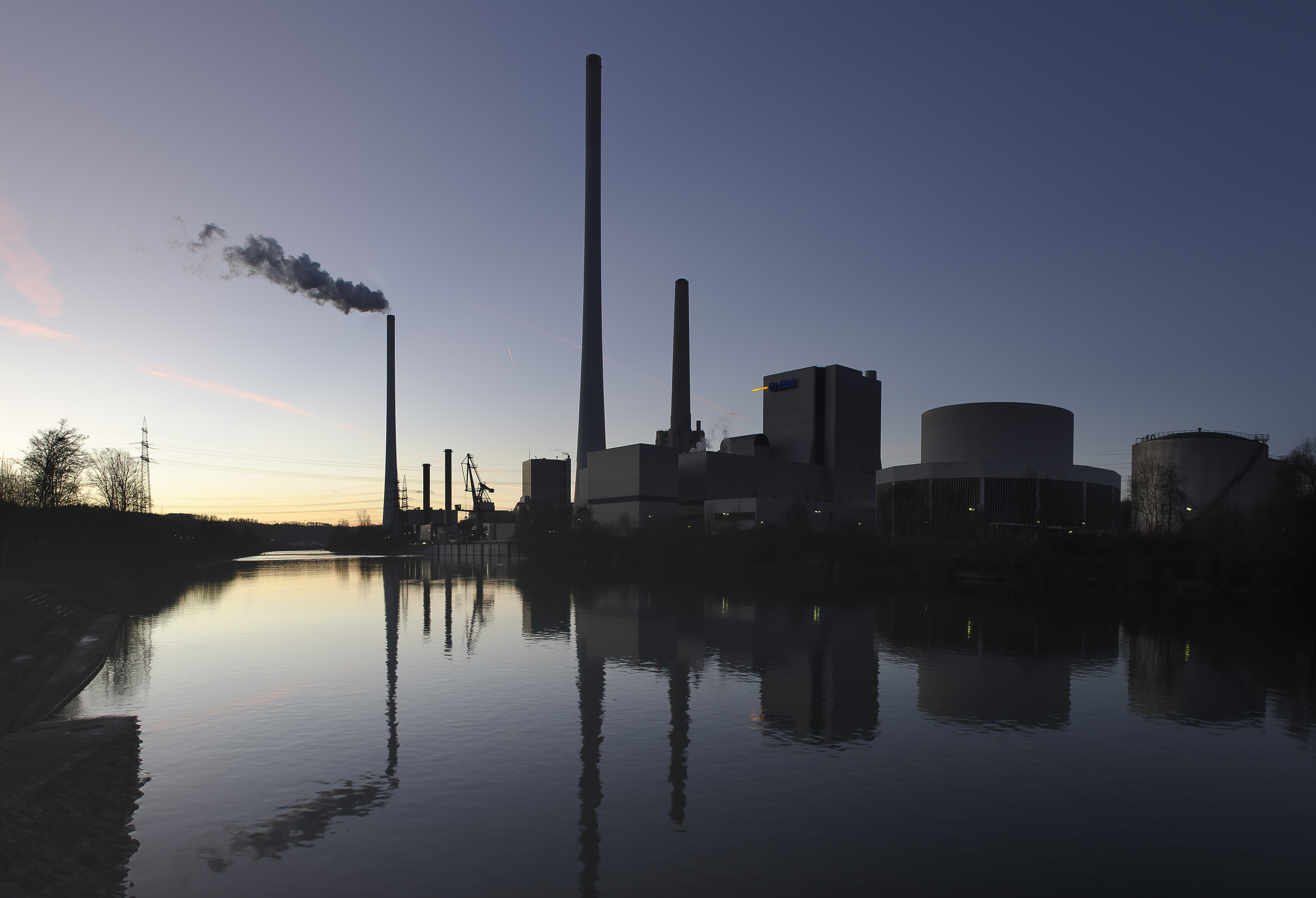
アルトバッハ/ダイツィザウ発電所

### アルトバッハ/ダイツィザウ発電所
アルトバッハ/ダイツィザウ発電所は EnBW によって運営されており、ドイツで最も近代的な石炭火力発電所の1つであるとされている。この発電所はネッカー川の中州にあり、半分は隣町であるダイツィザウの町域に属すため、アルトバッハ/ダイツィザウ発電所と呼ばれる。2本の煙突はシュールヴァルトやフィルダー地方よりも高く、このため遠くから見ることができる。
1899年からネッカー川は、当時ヴュルテンベルク最大級の水力発電施設によって電力を生産していた。この建物は1998年に取り壊され、公園に造り替えられた。

### 廃棄物処理
廃棄物処理は、エスリンゲン郡の廃棄物処理企業体が管轄している。ここではバイオゴミ、家庭ゴミ、紙を分別回収している。包装材は、グリューネ・プンクトの枠組みで、いわゆるゲルバー・ザック（直訳: 黄色い袋）で回収される。粗大ゴミは、1年間に2枚の交換券で無料回収、または処分場への持ち込みが可能である。処分場では、電気部品や金属部品、その他の再利用可能な材料が取り外される。電球や塗料などの特殊ゴミは特別な問題ゴミ収集で回収される。

## 文化と見所

### 町立ホール
アルトバッハは町立ホールを有しており、ここで定期的に演劇、コンサート、表彰式、祝典、その他のアルトバッハの文化シリーズのイベントが開催される。このホールはアルトバッハ住民以外が使うこともできる。

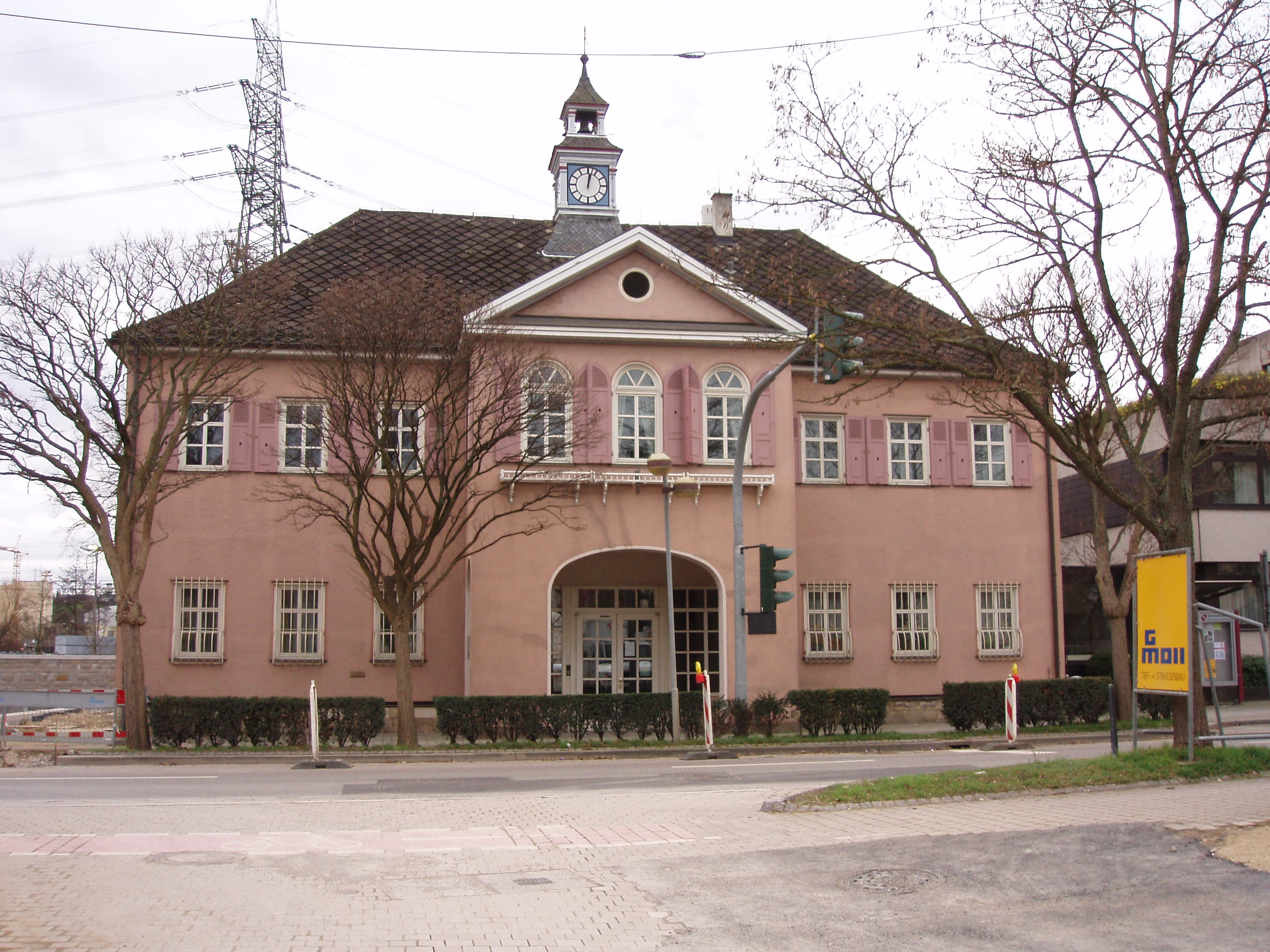
旧町役場

### 旧町役場
旧町役場は、元々はかつてのホーエンゲーレン狩猟地の狩りの館であった。この狩りの館を1839年にアルトバッハが購入し、解体し、同じ年に町役場として再び構築した。

### クリストゥス教会
クリストゥス教会は、1959年から1960年にザイターの設計に基づいて建設され、1960年7月24日に完成した。この教会はヘルムート・ウーリヒの芸術作品で装飾されている。壁のキリスト像、洗礼盤、ミヒャエルの窓は彼の手による作品である。

### ウルリヒス教会
1353年にアルトバッハにウルリヒ礼拝堂があったことが証明されている。この礼拝堂は、アーデルベルク修道院の守護聖人であるウルリヒの名を冠していた。1514年、1599年、1748年に増改築がなされ、1736年に新しい塔が建設された。1817年に聖具室が増築され、1920年代に2回徹底的な修復がなされた。マルクト広場に面するこの教会は住民コミュニティーに貸し出され、1978年から1980年に内外装の改修がなされ、現在は文化目的に利用されている。

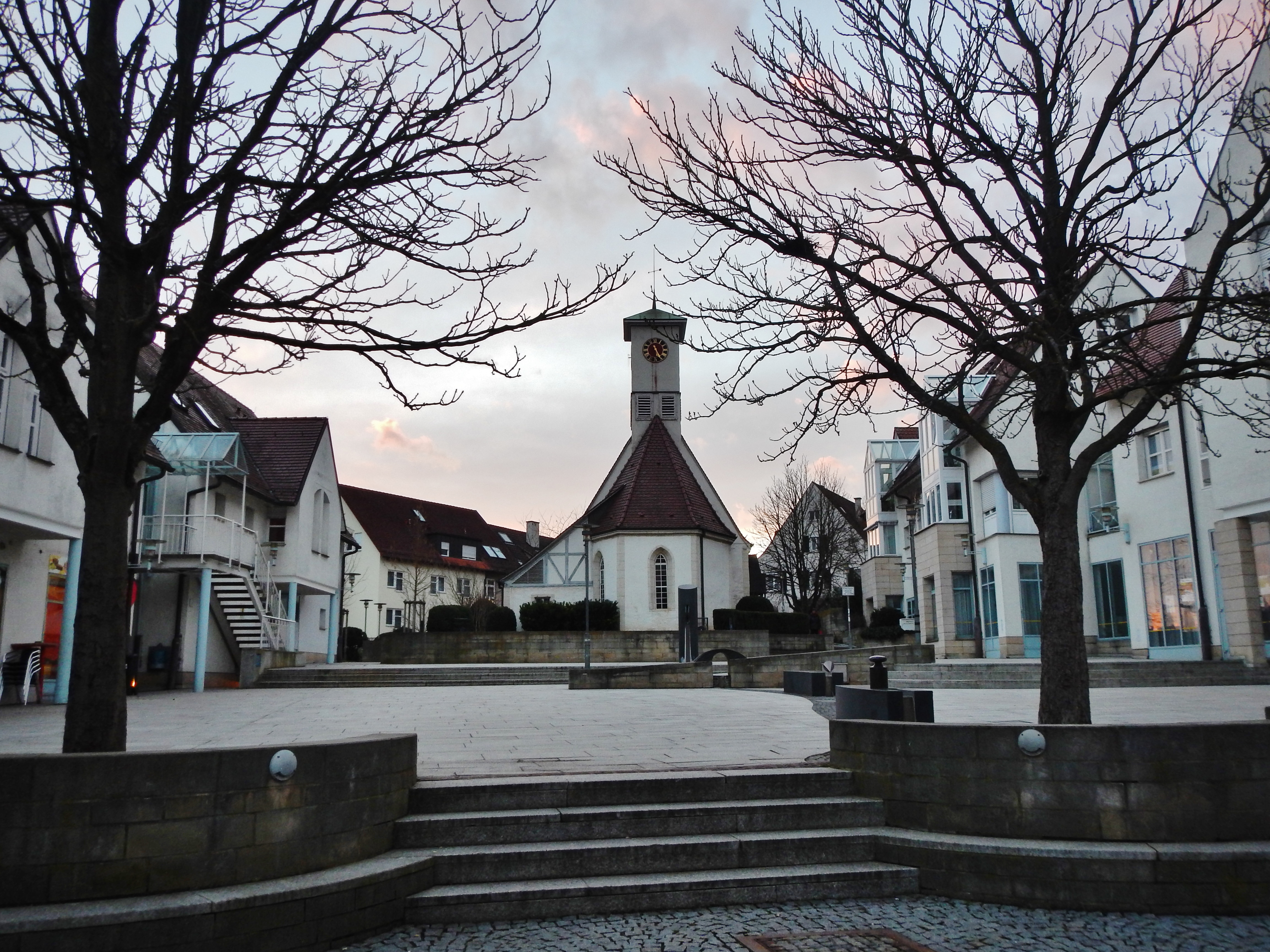
クリストゥス教会
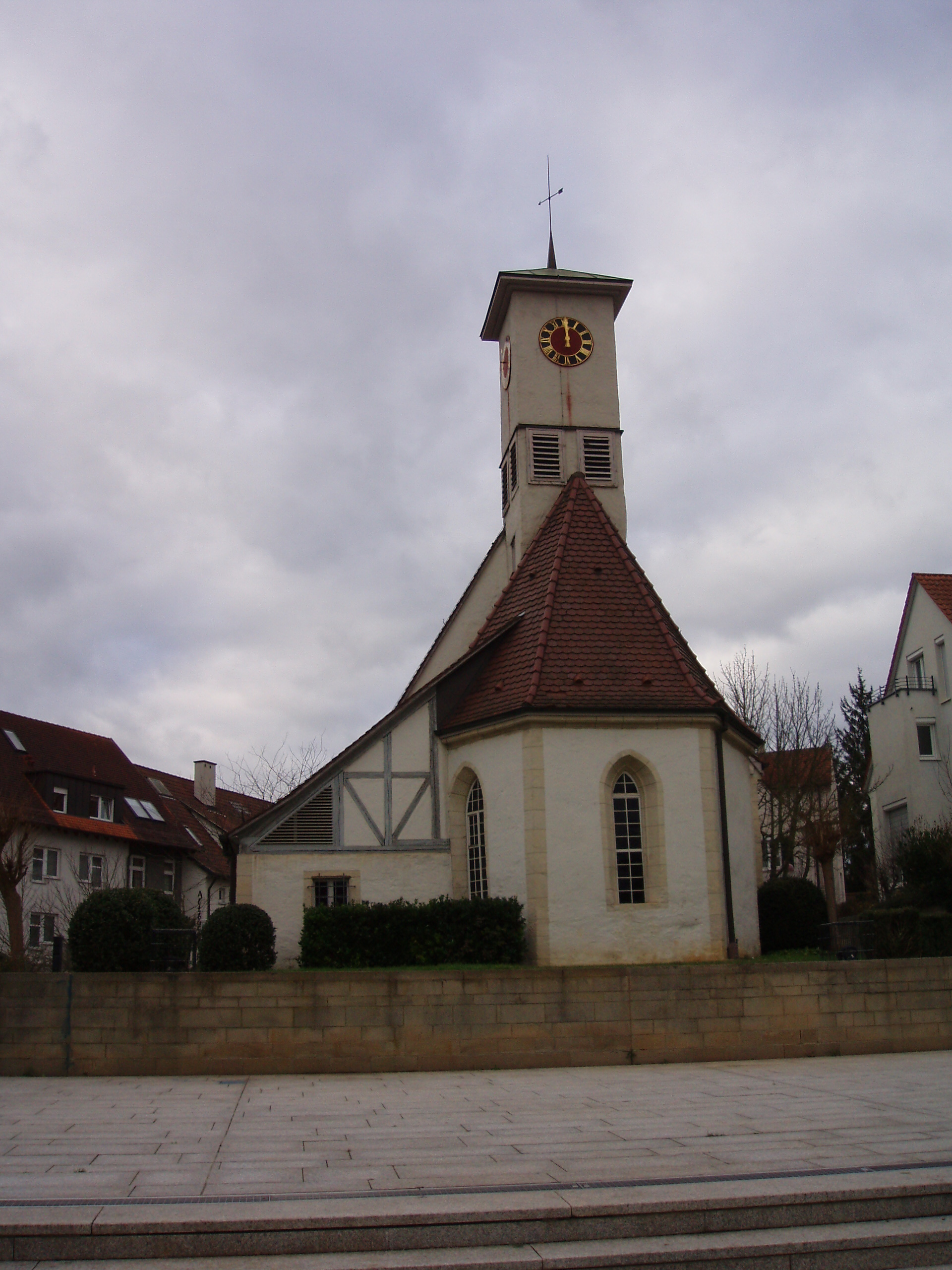
ウルリヒス教会

### スポーツとレジャー
アルトバッハには多彩な活動を行う20以上のクラブがある。これには体操クラブ、サイクリングクラブ、スポーツクラブ、テニスクラブ（エスリンゲン＝ツェルと共同）、卓球クラブが含まれる。クラブは自治体や教会組織の支援を得て、多彩な子供向けレジャープログラムを実施している。

### 年中行事
- ドルフフェスト（直訳: 村祭り）は、毎年夏季休暇前最後の週末に開催される。
- クリスマスマーケットは、毎年12月の第2土曜日に開催される。
- 2年に1度、アルトバッハでアルトバッハー・ナレン（謝肉祭）の夜のパレード（仮装パレード）が開催される。
- 毎年、多くは5月に、アルトバッハ・サイクリングクラブが主催するアルトバッハー・フォルクスラートファーレン（レース）が開催される。地元のクラブが参加者を提供する。

## 人物

### ゆかりの人物
- ヨハン・ヘルベルガー（ドイツ語版、英語版）（1919年 - 2002年）サッカー選手、指導者。1970年以降アルトバッハに住み、この町で亡くなった。
- ザーダール・タスキ（1987年 - ）トルコ系ドイツ人のサッカー選手。SC アルトバッハのユースでキャリアを開始した。

## 関連図書
- August Friedrich Pauly, ed (1845). “Altbach”. Beschreibung des Oberamts Eßlingen. Die Württembergischen Oberamtsbeschreibungen 1824–1886. Band 21. Stuttgart / Tübingen: Cotta’sche Verlagsbuchhandlung. pp. 176–178
- Otto Wurster (1931). “Altbach”. Eßlinger Heimatbuch für Stadt und Umgebung. Eßlingen. pp. 267-
- Landesarchiv Baden-Württemberg i. V., Landkreis Esslingen, ed (2009). Der Landkreis Esslingen. Bd. 1., A, Der Landkreis Esslingen, Strukturen und Entwicklungen; B, Die Gemeinden, historische Grundlagen und Gegenwart : Aichtal bis Frickenhausen. Ostfildern: Jan Thorbecke Verlag. pp. 247-284. ISBN 978-3-7995-0842-1